# Фоминых, Александра Матвеевна
Александра Матвеевна Фоминых (1925, село Белово, теперь поселок Беловский Троицкого района Алтайского края — 4 июля 2004, село Зональное, Алтайский край) — советская деятельница, новатор производства, бригадир свинофермы Беловского совхоза Троицкого района Алтайского края. Член Центральной Ревизионной комиссии КПСС в 1966—1971 годах. Кандидат в члены ЦК КПСС в 1971—1977 годах. Член ЦК КПСС в 1977—1981 годах. Герой Социалистического Труда (22.03.1966).

## Биография
Родилась в крестьянской семье. В 1941 году окончила семь классов средней школы Троицкого района Алтайского края.
В 1941—1950 годах — весовщик зернового состава, штурвальная комбайна, учётчик совхоза «Беловский» Троицкого района Алтайского края.
В 1950—1953 годах — свинарка, с июля 1953 года — бригадир маточной свинофермы совхоза «Беловский» Троицкого района Алтайского края.
Член КПСС с 1961 года.
Потом — на пенсии в Троицком районе Алтайского края.

## Награды и звания
- Герой Социалистического Труда (22.03.1966)
- два ордена Ленина (22.03.1966)
- орден Октябрьской Революции
- орден Трудового Красного Знамени
- медали